# Erdmann von Pückler (Politiker, 1832)
Graf Erdmann von Pückler (* 5. November 1832 in Breslau; † 12. November 1888 ebenda) war ein deutscher Rittergutsbesitzer und Parlamentarier.

## Leben
Erdmann von Pückler kam als Sohn des Erdmann Graf von Pückler und der Johanna Gräfin von Pückler, geb. von Eckardstein, zur Welt. Er studierte an der Ruprecht-Karls-Universität Heidelberg Rechtswissenschaften. 1854 wurde er Mitglied des Corps Saxo-Borussia Heidelberg. Nach Abschluss des Studiums absolvierte er das Referendariat und legte das Assessorexamen ab. Als Assessor a. D. wurde er Besitzer der Herrschaft Schedlau.
Von Pückler war Landesältester und Major a. D. Von 1870 bis zu seinem Tod 1888 gehörte er dem Preußischen Herrenhaus an.
1866 heiratete er Adelheid Gräfin von Haugwitz (1845–1911), Tochter von Graf Kurt von Haugwitz. Die Ehe blieb kinderlos. 